# Ederranus pygmaeus
Ederranus pygmaeus är en insektsart som beskrevs av Mitjaev 1990. Ederranus pygmaeus ingår i släktet Ederranus och familjen dvärgstritar. Inga underarter finns listade i Catalogue of Life.